# Playa El Paraíso
La Playa El Paraíso se encuentra en el pequeño poblado El Paraíso en el municipio de Armería, en Colima, México. Esta playa es angosta y está localizada al norte de la desembocadura del Río Armería, la cual cuenta con servicio de salvavidas y de alquiler de sombrillas. En los meses de mayo a junio esta playa es visitada por gran cantidad de turistas que practican diversos deportes acuáticos entre los que se encuentran el surf y el windsurfing. 
.
- Datos: Q2891353